# Satan's Sadists
Satan's Sadists è un film thriller del 1969 diretto da Al Adamson.

## Trama
Un gruppo di sette motociclisti, i Satans, capeggiati dal malvagio e sadico Angelo, imperversa sulla strade della California, uccidendo o stuprando vittime innocenti. La banda incontra due fidanzati che amoreggiano: i Satans stordiscono il fidanzato e violentano la ragazza. Infine li uccidono entrambi, e gettando la loro macchina, con loro dentro, in un dirupo.
Nel frattempo una coppia di anziani viaggiatori (un poliziotto e sua moglie), mentre si trova sull'autostrada, decide di dare un passaggio a Johnny, un giovane marine appena congedato e diretto a Los Angeles. I tre si fermano per pranzare in una tavola calda e, poco dopo il loro ingresso, i Satans entrano nel locale e iniziano a disturbare gli altri clienti. Il proprietario del locale li rimprovera e li invita ad andarsene, ma i motociclisti lo conducono all'esterno della tavola calda e lo uccidono brutalmente, riservando la stessa sorte alla coppia di anziani. La pazzia e il sadismo di Angelo sono tali che disgustano i suoi stessi compagni, soprattutto Mohicano.
Nel frattempo, Johnny e la giovane cameriera Tracy, trattenuti nel locale, riescono a fuggire e ad uccidere due dei membri della banda che li stavano sorvegliando. I due vengono braccati dai motociclisti, decisi ad eliminarli, ma Johnny, forte della sua esperienza come marine, non intende arrendersi senza combattere. Dopo alcuni scontri e sparatorie, Angelo viene colpito da Mohicano, che lo crede morto, ma poi muore per mano di Johnny. Angelo, che era rimasto solo svenuto, ritorna deciso più che mai ad eliminare il marine e la sua compagna. Johnny non si fa sorprendere e, poco prima che Angelo possa sparare, colpisce il sadico motociclista lanciandogli un coltello a serramanico alla gola, e decretando così la sua fine.